# 긴 직선
일반위상수학에서 긴 직선(긴直線, 영어: long line)은 국소적으로 유클리드 공간과 위상동형이지만 파라콤팩트 공간이 아닌 위상 공간이다.

## 정의
임의의 순서수 {\displaystyle \alpha }에 대하여, 곱공간 {\displaystyle \alpha \times \mathbb {R} _{\geq 0}}에 사전식 순서 및 순서 위상을 부여한 위상 공간을 {\displaystyle L_{\alpha }^{+}}라고 하자. 그렇다면, {\displaystyle L_{\alpha }}를 집합
{\displaystyle (L_{\alpha }\setminus \{(0,0)\})\times \{+,-\}\sqcup \{0\}}
에 다음과 같은 전순서 및 순서 위상을 부여한 위상 공간으로 정의하자.
{\displaystyle (a,-)\leq (a,+)\qquad \forall a\in L_{\alpha }\setminus \{(0,0)\}}
{\displaystyle (a,-)\leq 0\qquad \forall a\in L_{\alpha }\setminus \{(0,0)\}}
{\displaystyle 0\leq (a,+)\qquad \forall a\in L_{\alpha }\setminus \{(0,0)\}}
{\displaystyle (a,-)\leq (b,-)\iff a\leq _{L_{\alpha }^{+}}b\qquad \forall a,b\in L_{\alpha }\setminus \{(0,0)\}}
긴 직선은 {\displaystyle L_{\omega _{1}}}이다.  여기서 {\displaystyle \omega _{1}}은 최소 비가산 순서수이다.

## 성질
{\displaystyle L_{\alpha }}에 대하여, 다음이 성립한다.
- {\displaystyle L_{0}}는 공집합이다.
- 만약 {\displaystyle 0<\alpha <\omega _{1}}이라면, {\displaystyle L_{\alpha }\cong \mathbb {R} }이다.
- {\displaystyle L_{\omega _{1}}\not \cong \mathbb {R} }이지만, {\displaystyle L_{\omega _{1}}}은 국소 유클리드 공간이다.
- 만약 {\displaystyle \alpha >\omega _{1}}이라면, {\displaystyle L_{\alpha }}는 국소 유클리드 공간이 아니다. 구체적으로, {\displaystyle (\omega _{1},0,+)\in L_{\alpha }}는 유클리드 공간과 위상동형인 근방을 갖지 않는다.

{\displaystyle L_{\alpha }}의 크기는
{\displaystyle \max\{|\alpha |,2^{\aleph _{0}}\}}
이다. 특히, 긴 직선 {\displaystyle L_{\omega _{1}}}은 실수선 {\displaystyle \mathbb {R} }와 같은 크기이다.
긴 직선 {\displaystyle L_{\omega _{1}}}은 다음 성질들을 만족시킨다.
- 국소 유클리드 공간이다.
- T4 공간이다.
- 파라콤팩트 공간이 아니다. (따라서 다양체가 아니다.)
- 거리화 가능 공간이 아니다.
- 경로 연결 공간이며, 국소 경로 연결 공간이며, 단일 연결 공간이다.
- 축약 가능 공간이 아니다.
- 제1 가산 공간이지만, 제2 가산 공간이 아니며, 분해 가능 공간이 아니다.

## 참고 문헌
- Steen, Lynn Arthur; J. Arthur Seebach, Jr. (1978). 《Counterexamples in topology》 (영어) 2판. Springer. doi:10.1007/978-1-4612-6290-9. ISBN 978-0-387-90312-5. MR 507446. Zbl 0386.54001.